# Fabien Debotté
Fabien Debotté est un footballeur professionnel français, né le 16 novembre 1963 à Argentan. Il évoluait en défense ou au milieu de terrain.

## Biographie
Fabien Debotté fait ses débuts professionnels avec le FC Nantes le mardi 12 mars 1985 à Sète (victoire de Nantes 2 à 1) lors des seizièmes de finale retour de la coupe de France. Il entre en jeu à la 71e minute en remplacement de Fabrice Poullain.
Au cours de sa carrière professionnelle Fabien Debotté a disputé 173 matchs en Division 1 et 9 matchs en Coupe de l'UEFA.

## Carrière
- 1981-1989 : FC Nantes
- 1989-1990 : Sporting Toulon Var
- 1990-1992 : SM Caen
- 1992-1993 : FC Nantes
- 1993-1996 : RC Ancenis[1]

## Palmarès
- Élu Meilleur espoir de Division 1 par le magazine France Football (1985)